# Eclipse solar del 25 de octubre de 2022
El eclipse solar del 25 de octubre de 2022 es un eclipse solar parcial visible desde Europa, los Urales y Siberia Occidental, Asia Central, Asia Occidental, y desde el noreste de África.
En su punto máximo en Rusia precisamente el 82% del Sol fue eclipsado por la Luna. Desde Europa Occidental apareció alrededor de un 15-30% eclipsado. Fue visible entre las 12:13 y las 14:16 en UTC+2. La fase máxima del eclipse parcial se registró en la llanura de Siberia Occidental en Rusia, cerca de Nizhnevartovsk.
Un eclipse solar parcial ocurre en las regiones polares de la Tierra cuando el centro de la sombra de la Luna pasa por alto la Tierra.

## Galería

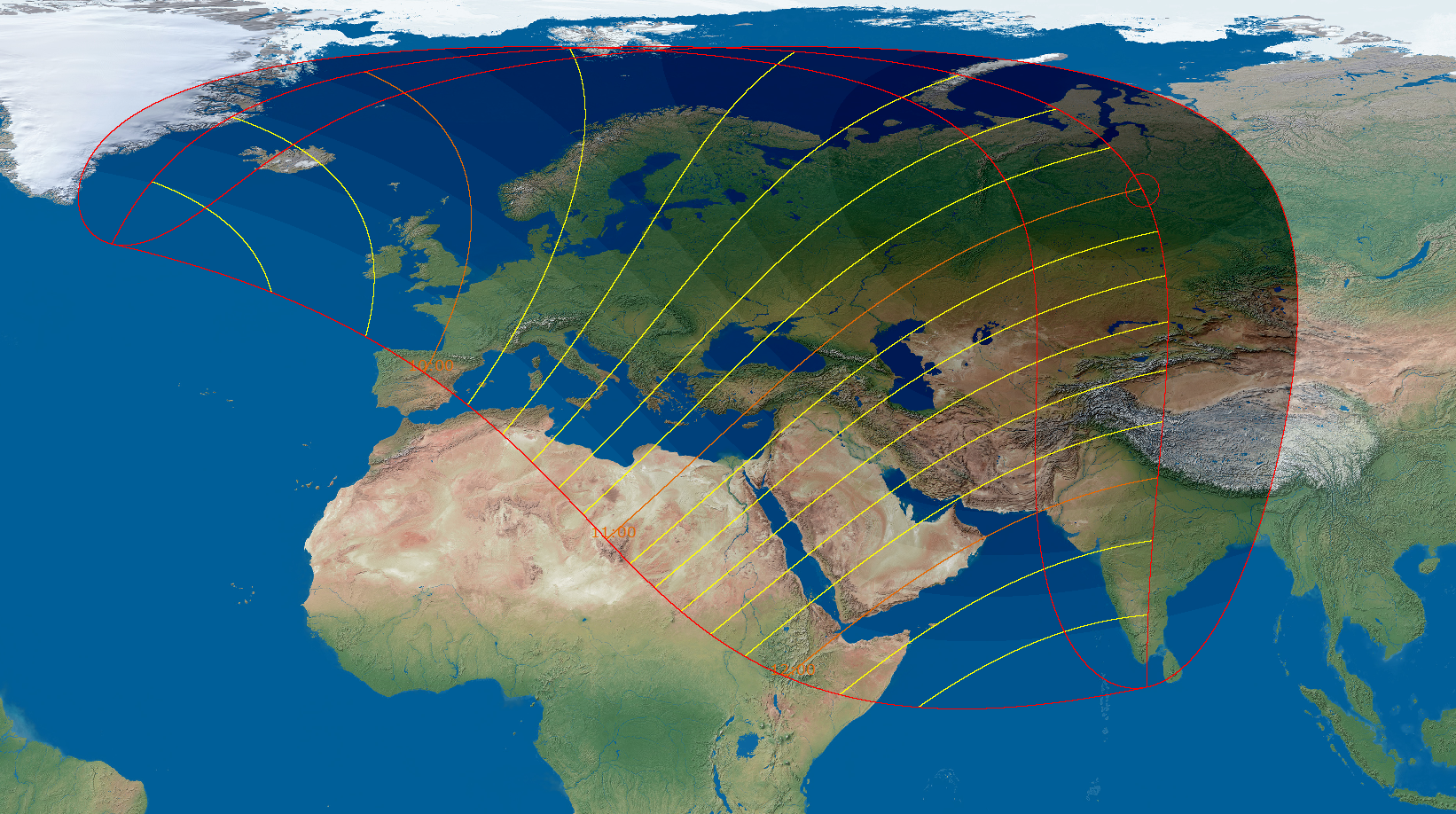
Simulación del recorrido de la umbra eclipsal
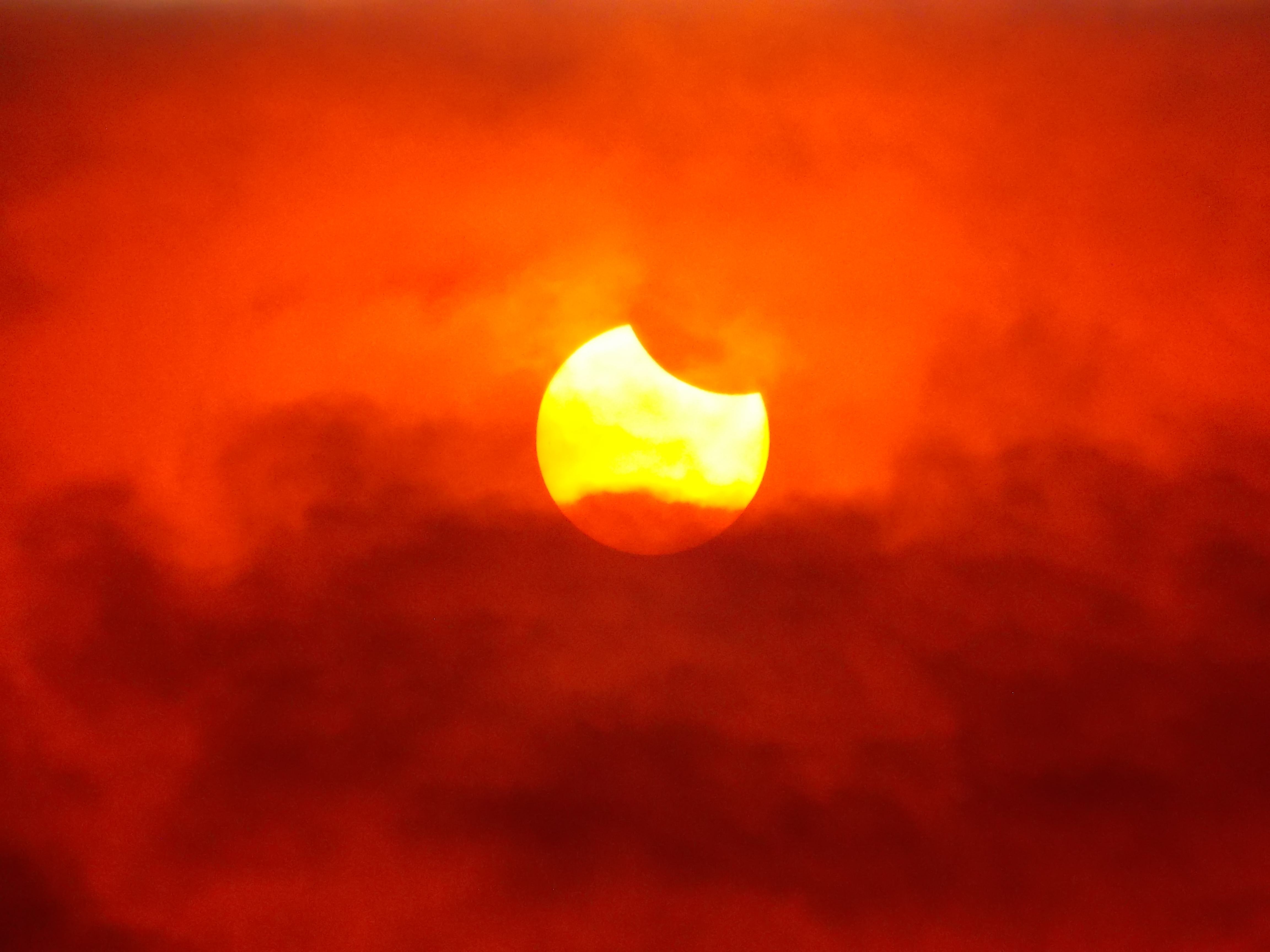
Desde Poltava, Ucrania
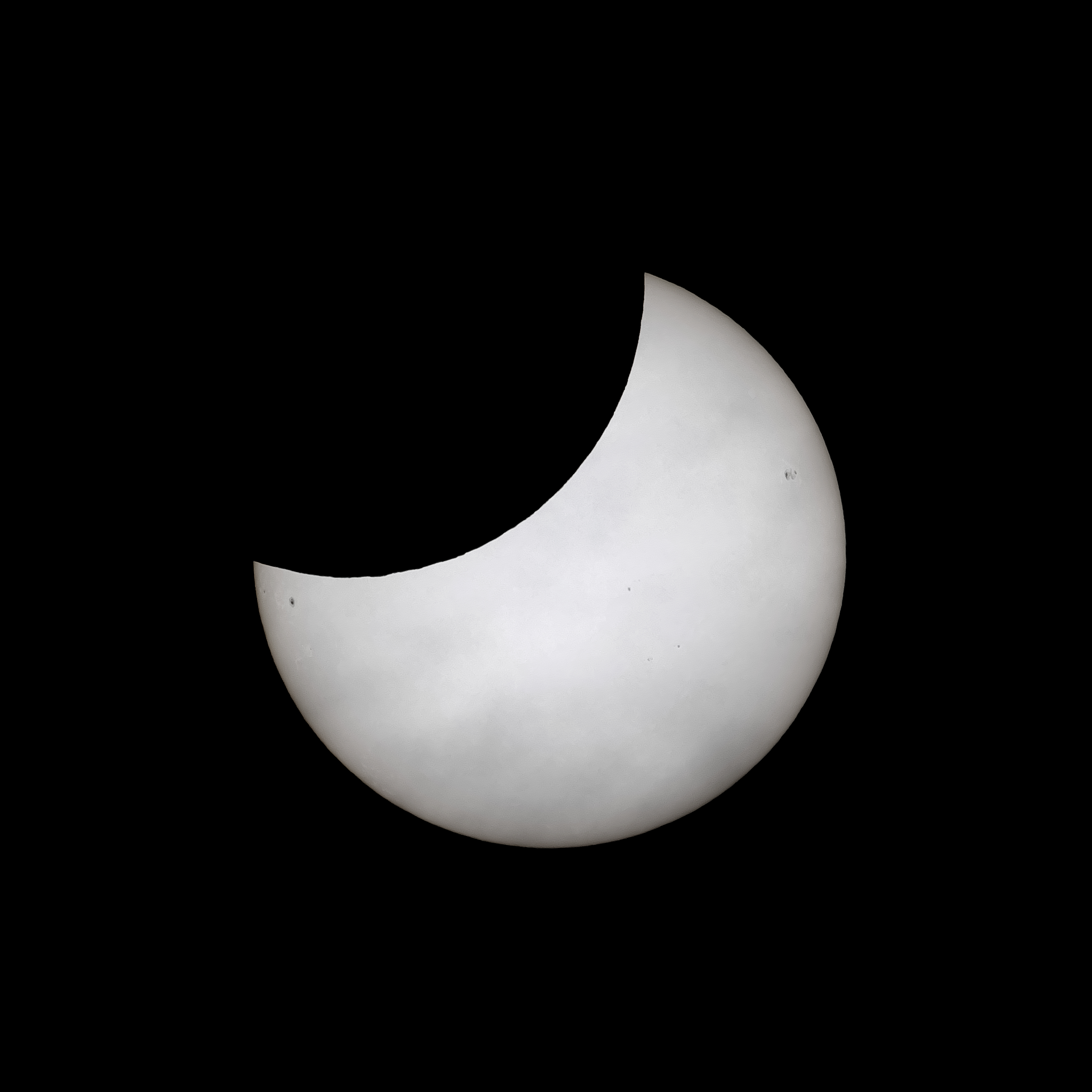
Berlín, Alemania cerca del máximo, 10:13 UTC
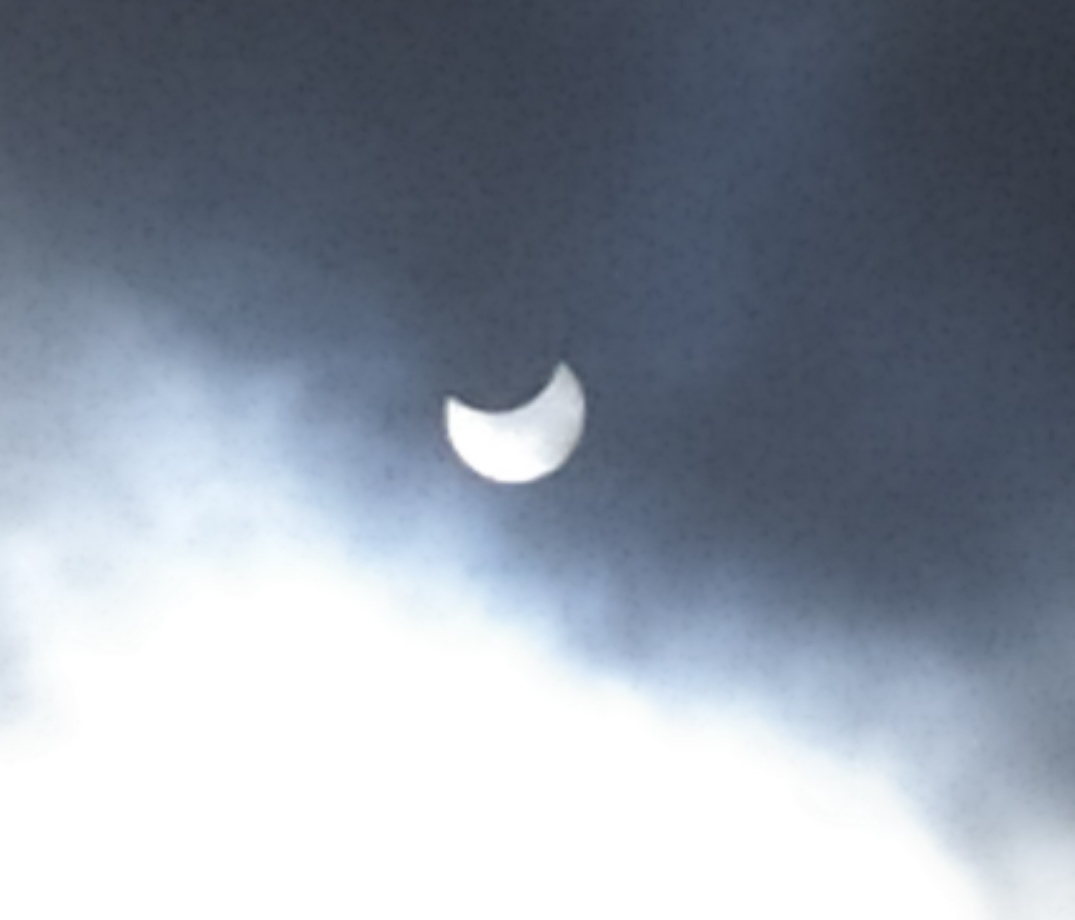
Desde Lutkówka, Polonia a las 10:11 UTC
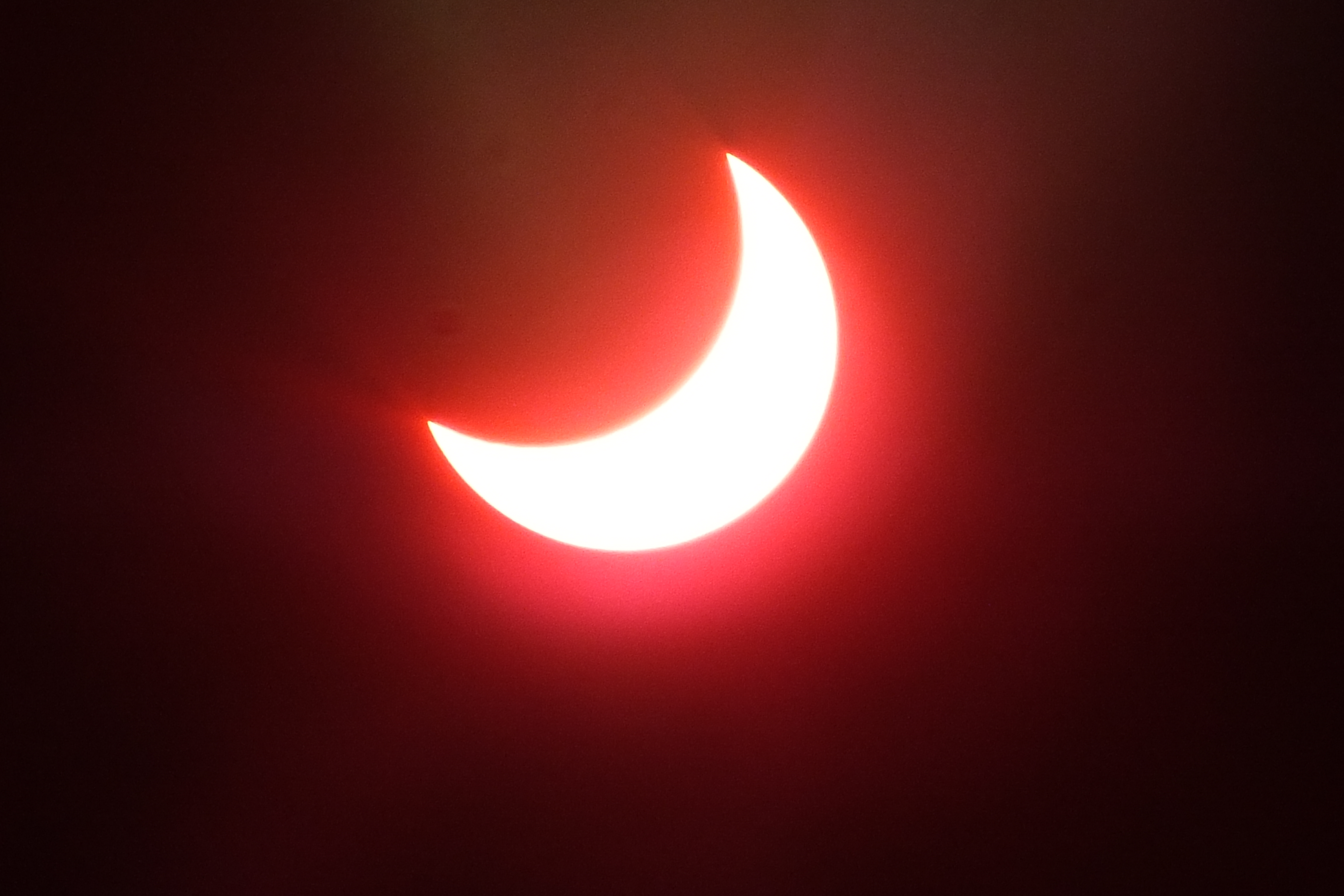
Desde Moscú, Rusia a las 10:47 UTC
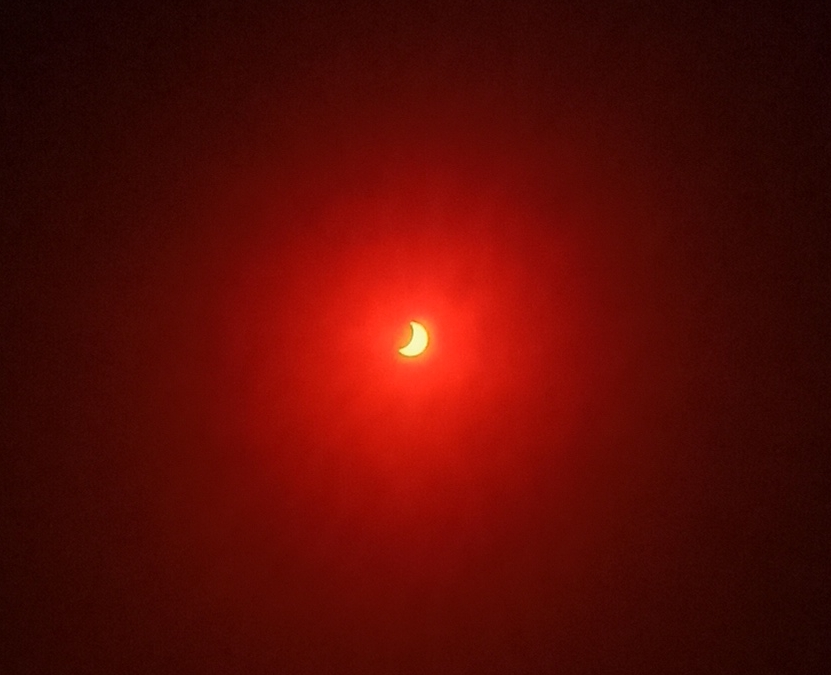
Desde Moscú, Rusia a las 11:04 UTC
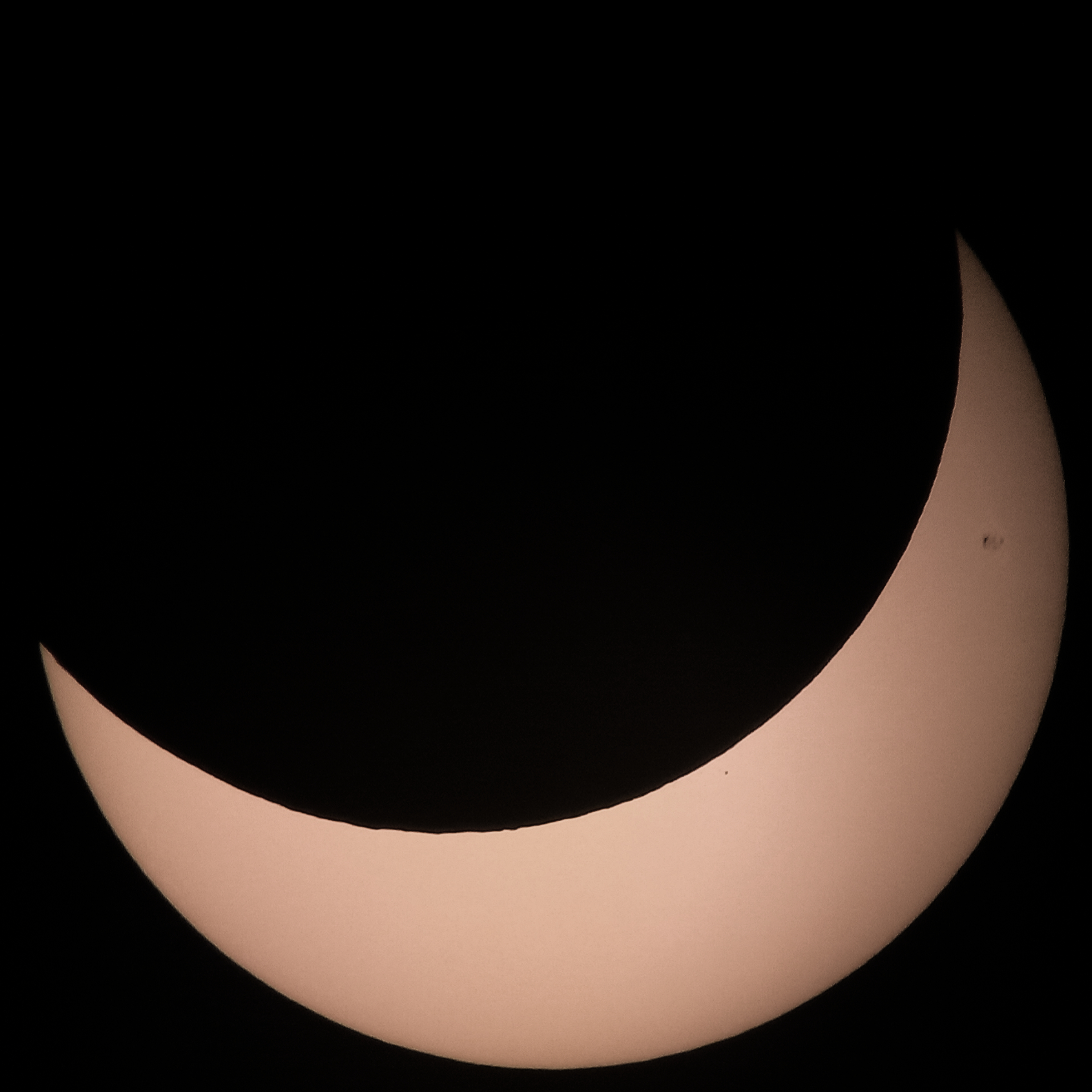
Desde Sarátov, Rusia a las 10:54 UTC
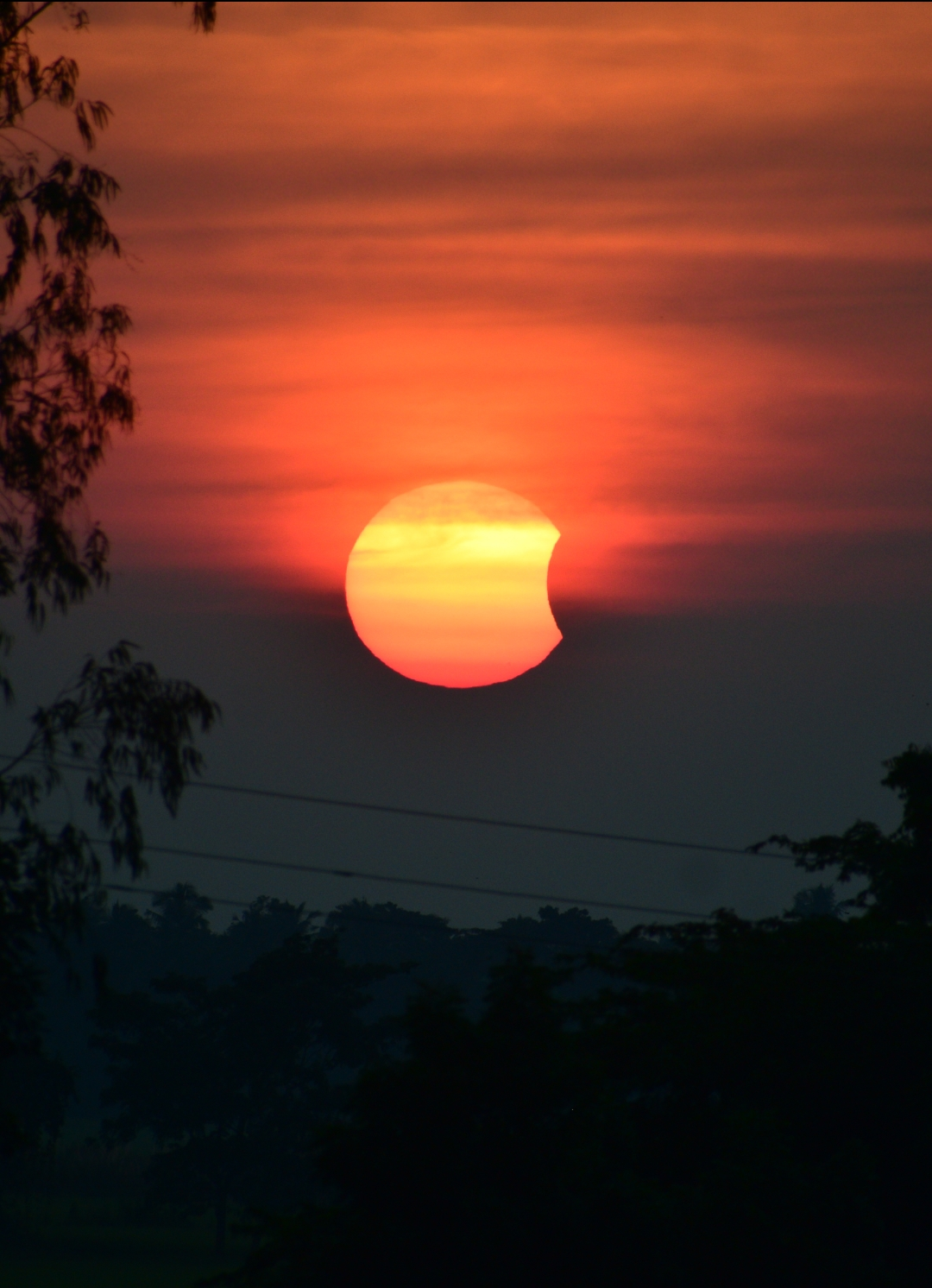
Desde Bhubaneswar, India a las 12:11 UTC
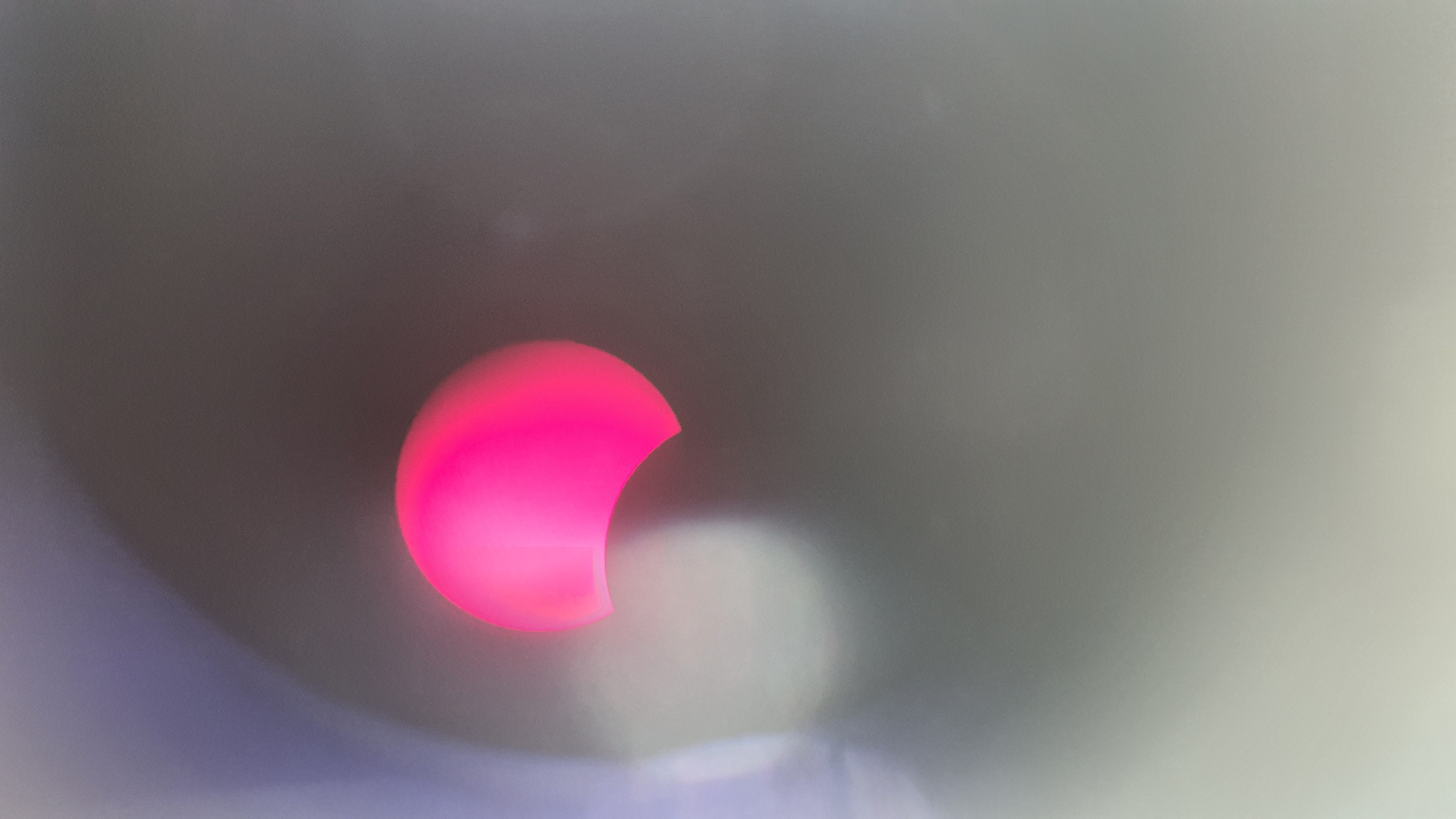
Observado desde Milton Keynes, Reino Unido a las 11:02 BST a través de un telescopio de Hydrogen Alpha
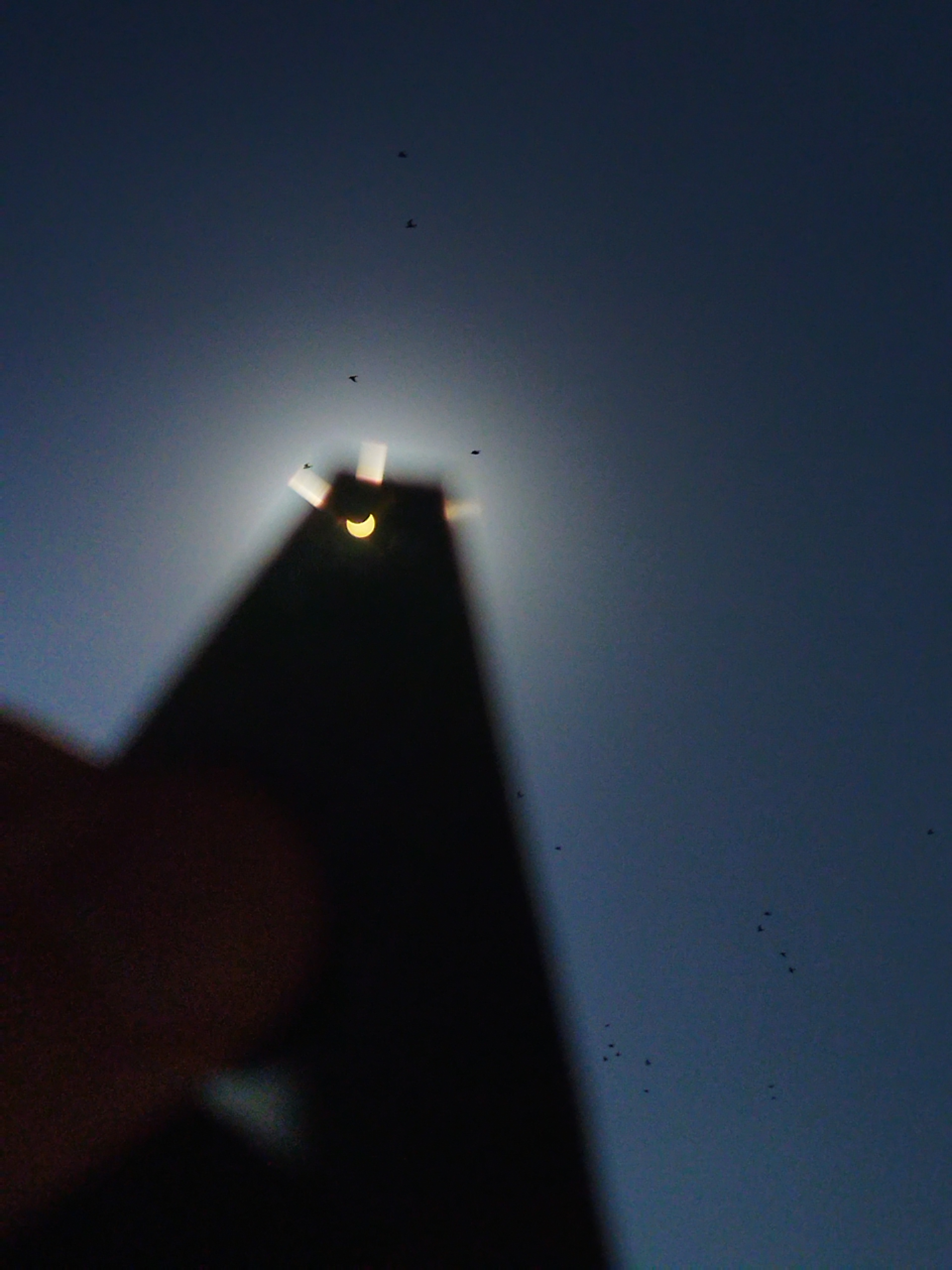
Desde Ankara, Turquía a las 10:43 UTC
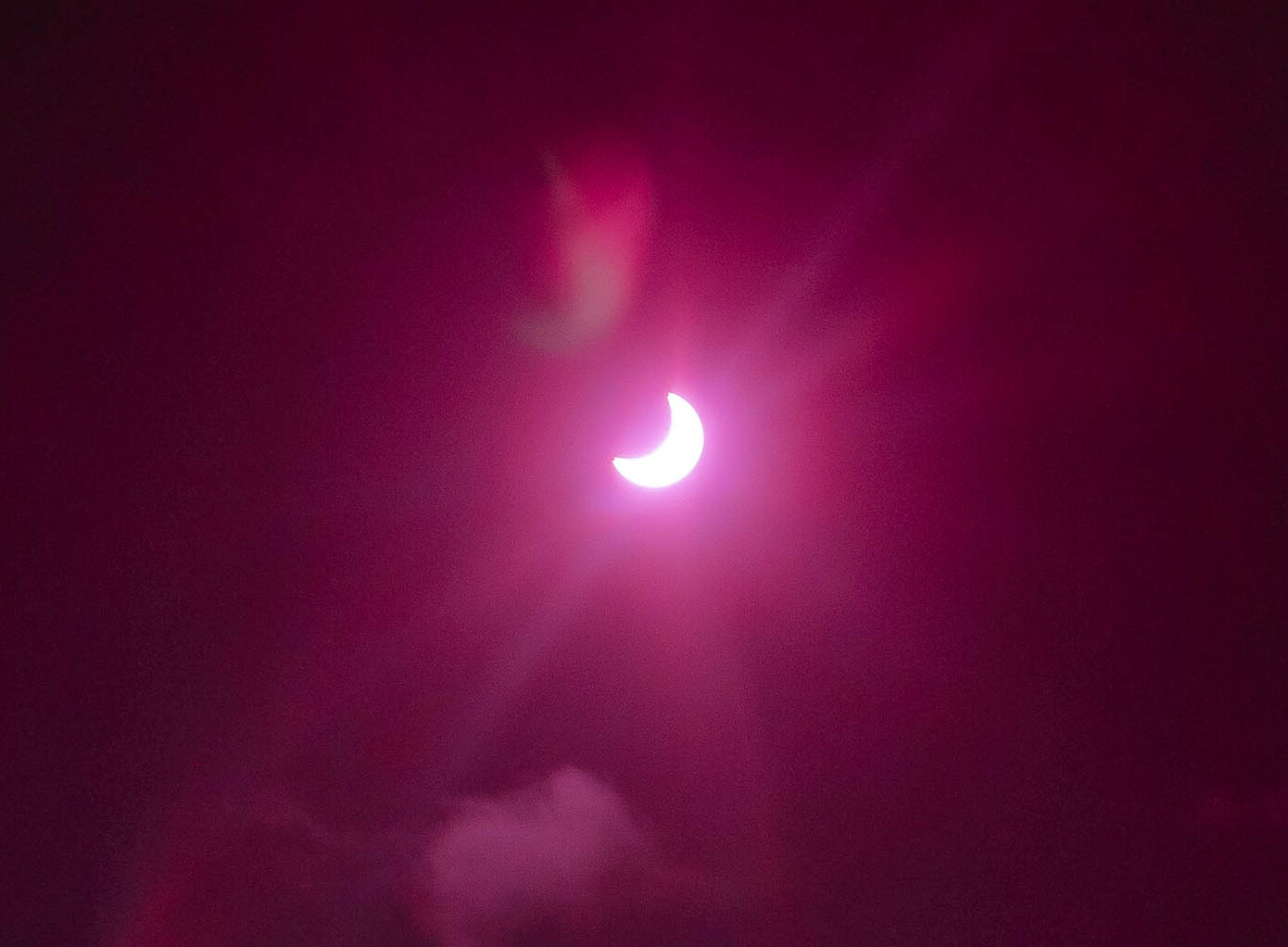
Desde Mytishchi a las 9:51 UTC
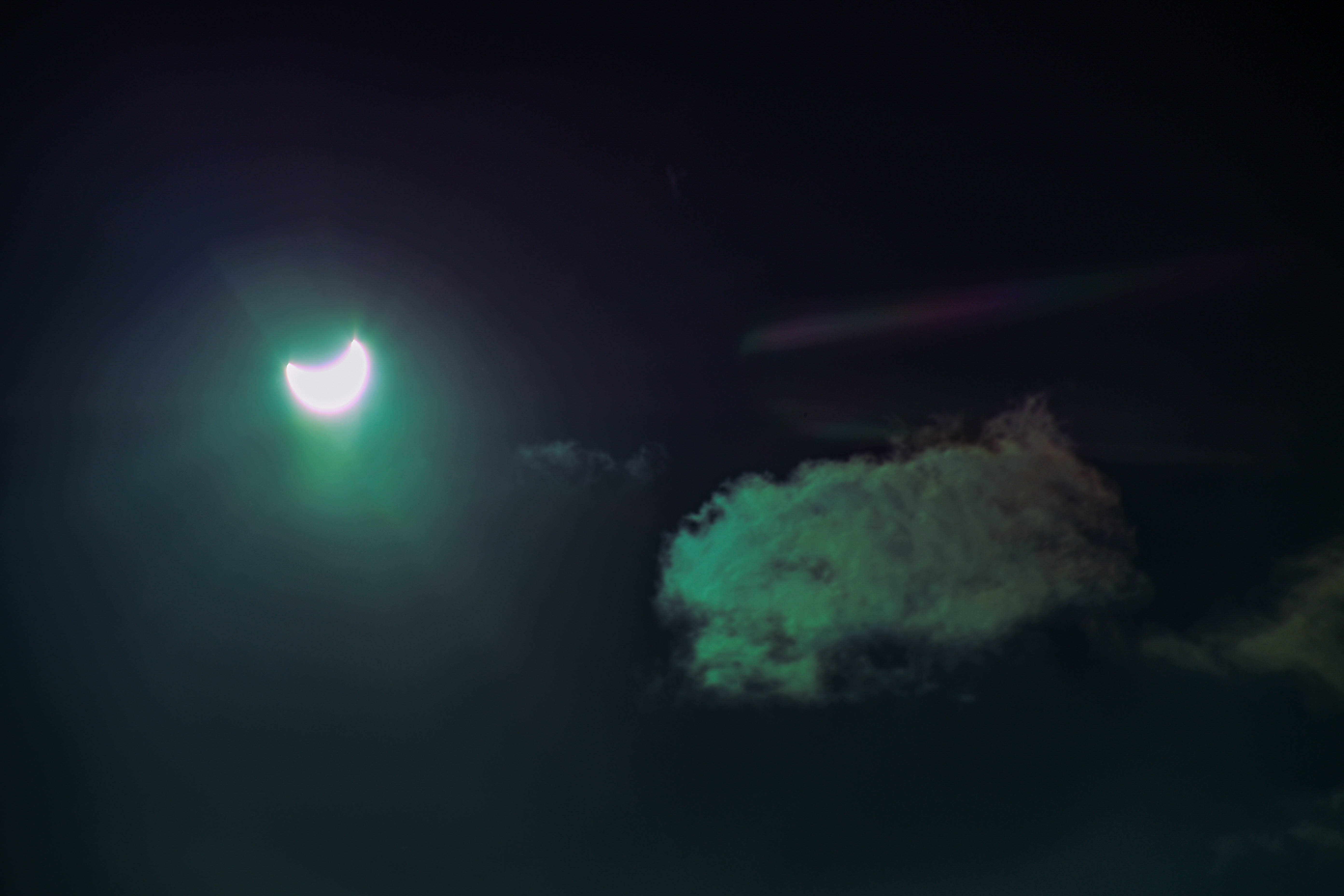
Máximo acercamiento a las 9:38 UTC
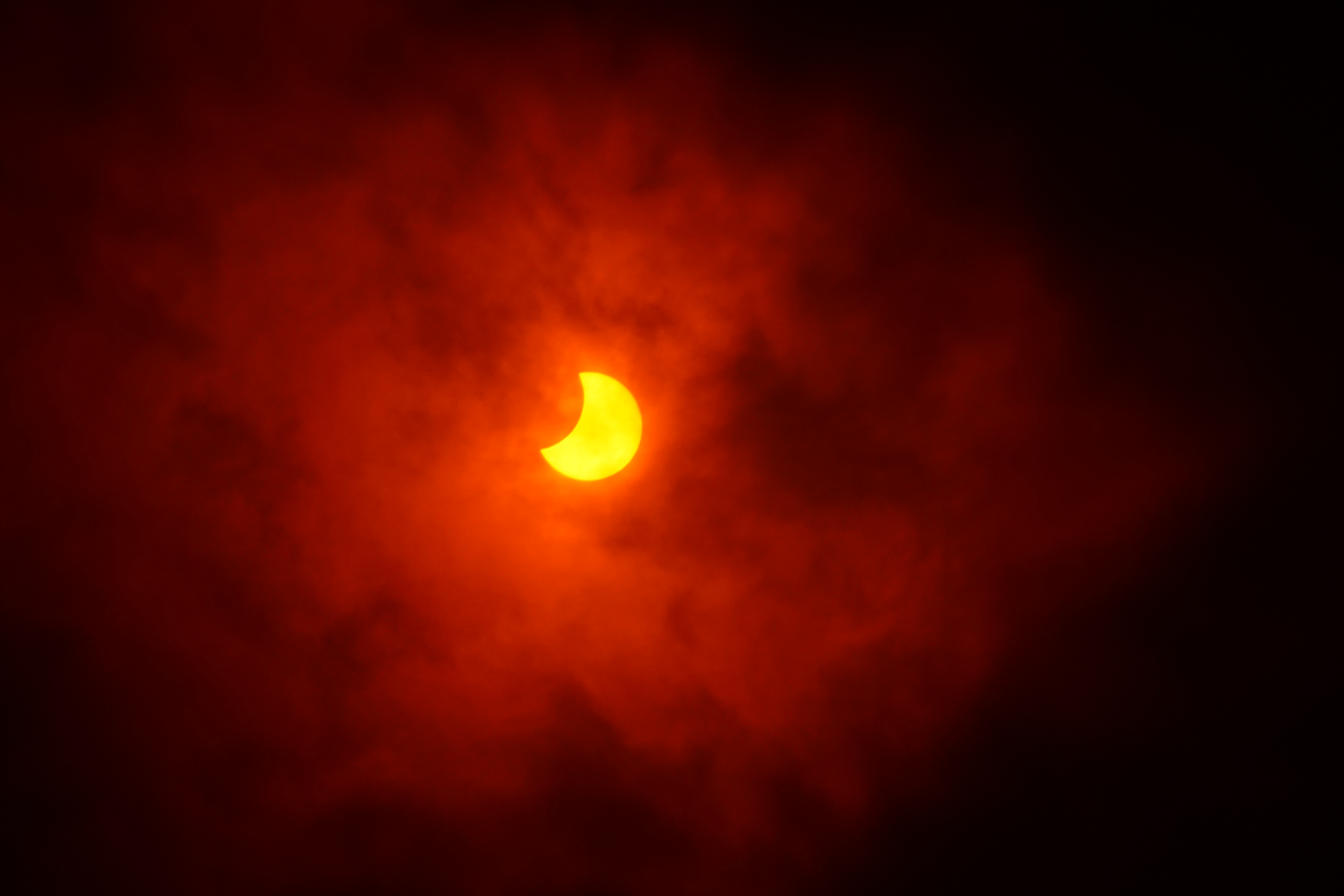
Eclipse solar del 25 de octubre de 2022 observado desde Žilina, Eslovaquia

## Eclipses relacionados

### Eclipses de 2022
- Eclipse solar del 30 de abril de 2022

- Eclipse lunar de mayo de 2022

- Eclipse lunar de noviembre de 2022

### Saros 124
Saros solar 124, que se repite cada 18 años y 11 días aproximadamente, contiene 73 eventos. La serie comenzó con un eclipse solar parcial el 6 de marzo de 1049. Contiene eclipses totales desde el 12 de junio de 1211 hasta el 22 de septiembre de 1968 y un eclipse solar híbrido el 3 de octubre de 1986. La serie termina en el miembro 73 como un eclipse parcial el 11 de mayo de 2347. El eclipse total más largo ocurrió el 3 de mayo de 1734, con 5 minutos y 46 segundos.